# Polhemusita
La polhemusita és un mineral de la classe dels sulfurs. Va ser anomenada en honor de Clyde Polhemus Ross (1891-1965), que va estudiar els dipòsits de mercuri i la geologia d'Idaho.

## Característiques
La polhemusita és un sulfur de zinc i mercuri de fórmula química (Zn,Hg)S. Cristal·litza en el sistema tetragonal en forma de prismes rabassuts i dipiràmides, de fins a 25 µm; també apareix en forma de grans microscòpics. La seva duresa a l'escala de Mohs és 4,5.
Segons la classificació de Nickel-Strunz, la polhemusita pertany a «02.CB - Sulfurs metàl·lics, M:S = 1:1 (i similars), amb Zn, Fe, Cu, Ag, etc.» juntament amb els següents minerals: coloradoïta, hawleyita, metacinabri, sakuraiïta, esfalerita, stil·leïta, tiemannita, rudashevskyita, calcopirita, eskebornita, gal·lita, haycockita, lenaïta, mooihoekita, putoranita, roquesita, talnakhita, laforêtita, černýita, ferrokesterita, hocartita, idaïta, kesterita, kuramita, mohita, pirquitasita, estannita, estannoidita, velikita, chatkalita, mawsonita, colusita, germanita, germanocolusita, nekrasovita, estibiocolusita, ovamboïta, maikainita, hemusita, kiddcreekita, polkovicita, renierita, vinciennita, morozeviczita, catamarcaïta, lautita, cadmoselita, greenockita, wurtzita, rambergita, buseckita, cubanita, isocubanita, picotpaulita, raguinita, argentopirita, sternbergita, sulvanita, vulcanita, empressita i muthmannita.

## Formació i jaciments
La polhemusita va ser descoberta al dipòsit B & B (Dundee), al Big Creek District (Comtat de Valley, Idaho, Estats Units) com a part d'un dipòsit de substitució d'estibina. També ha estat descrita a Austràlia, l'Iran, Itàlia, Polònia i la Xina.